# Hockey India League 2024-2025
Navigation
2017 2025-2026
Navigation
2025-2026
La saison 2024-2025 de la Hockey India League sera la 6e saison de la catégorie messieurs et la 1re saison féminine du championnat indien.

## Retour de la Hockey India League

### Retour après 7 ans d'absence
Après la saison 2017, la Hockey India League a disparu du calendrier national à cause des intérêts financiers et d'un calendrier chargé en compétitions, cependant la fédération Hockey India annonce en avril 2024 le retour de la compétition avec 8 franchises et équipes et sous un format de matchs aller et retour soit le même format que les éditions 2013 à 2017.
Le 4 octobre 2024, la fédération Hockey India confirme le retour de la Hockey India League. Dilip Tirkey, président de Hockey India s'est exprimé « L'organisation a adressé ces assesseurs afin d'éviter une répétition des erreurs du passé.»,.

## Villes et stades
Lors de l'annonce du calendrier des matchs le 5 novembre 2024, la fédération Hockey India désigne deux villes hôtes pour la saison 2024-2025 à savoir Ranchi pour la compétition féminine et Rourkela pour la compétition masculine.
| [[Fichier:India location map.svg\|240px\|{{#if:\|{{{alt}}}\|Hockey India League 2024-2025 est dans la page Inde.]]Ranchi Rourkela | Ranchi                   | Rourkela                                 |
| --- | ------------------------ | ---------------------------------------- |
| [[Fichier:India location map.svg\|240px\|{{#if:\|{{{alt}}}\|Hockey India League 2024-2025 est dans la page Inde.]]Ranchi Rourkela | Astroturf Hockey Stadium | Birsa Munda International Hockey Stadium |
| [[Fichier:India location map.svg\|240px\|{{#if:\|{{{alt}}}\|Hockey India League 2024-2025 est dans la page Inde.]]Ranchi Rourkela | Capacité : 5 000         | Capacité : 21 000                        |
| [[Fichier:India location map.svg\|240px\|{{#if:\|{{{alt}}}\|Hockey India League 2024-2025 est dans la page Inde.]]Ranchi Rourkela |                          |                                          |

## Équipes participantes
Lors de l'annonce du retour du championnat le 4 octobre 2024, la fédération Hockey India dévoile la liste des 8 équipes masculines et des 4 équipes féminines qui prennent part à la saison 2024-2025.

### Liste masculine
| Club               | Entraîneur         | Ville         | État ou territoire | Prix    |
| ------------------ | ------------------ | ------------- | ------------------ | ------- |
| Delhi SG Pipers    | Graham Reid        | Delhi         | Delhi              | 397.5 ₹ |
| Gonasika           | Paul Revington     | Visakhapatnam | Andhra Pradesh     | 400 ₹   |
| Hyderabad Toofans  | Pasha Gademan      | Hyderabad     | Telangana          | 399.2 ₹ |
| Rarh Bengal Tigers | Colin Batch        | Calcutta      | Bengale-Occidental | 390.1 ₹ |
| Soorma Hockey Club | Jeroen Baart       | Punjab        | Punjab             | 399.9 ₹ |
| Tamil Nadu Dragons | Rein van Eijk      | Chennai       | Tamil Nadu         | 400 ₹   |
| UP Rudras          | Paul van Ass       | Lucknow       | Uttar Pradesh      | 389.4 ₹ |
| Kalinga Lancers    | Valentin Altenburg | Bhubaneswar   | Odisha             | 389.5 ₹ |

### Liste féminine
| Club               | Entraîneur       | Ville    | État ou territoire | Prix    |
| ------------------ | ---------------- | -------- | ------------------ | ------- |
| Delhi SG Pipers    | Dave Smolenaars  | Delhi    | Delhi              | 199.9 ₹ |
| Odisha Warriors    | Janneke Schopman | Rourkela | Odisha             | 195.9 ₹ |
| Rarh Bengal Tigers | Glenn Turner     | Calcutta | Bengale-Occidental | 198.9 ₹ |
| Soorma Hockey Club | Jude Menezes     | Haryana  | Haryana            | 198.9 ₹ |

## Règlements

### Règlement masculin
En saison régulière, les huit équipes qui sont réparties dans un groupe unique de huit pour la première phase avec les matchs aller et deux groupes de quatre pour la deuxième phase avec les matchs retours s'affrontent 10 fois chacun sous forme d'un tournoi toutes rondes, l'équipe gagnante marque 3 points, 1 point pour les deux équipes en cas de partage, 1 point bonus pour l'équipe qui gagne la séance des tirs au but après le partage en temps réglementaire et l'équipe perdante ne marque aucun point. À la fin de la saison régulière, les quatre premières équipes du classement général se qualifient pour les demi-finales.
Le calendrier des rencontres a été dévoilé le 5 novembre 2024,.

### Règlement féminin
En saison régulière, les quatre équipes qui sont réparties dans un groupe unique de quatre s'affrontent 6 fois chacun soit 3 fois chacun en deux manches aller et retour sous forme d'un tournoi toutes rondes, l'équipe gagnante marque 3 points, 1 point pour les deux équipes en cas de partage, 1 point bonus pour l'équipe qui gagne la séance des tirs au but après le partage en temps réglementaire et l'équipe perdante ne marque aucun point. À la fin de la saison régulière, les deux premières équipes du classement général s'affrontent en finale.
Le calendrier des rencontres a été dévoilé le 5 novembre 2024,.

## Compétition masculine

### Phase de ligue
| Rang | Équipe             | Pts | J  | G | VTaB | DTaB | P | Bp | Bc | Diff | Qualification |
| ---- | ------------------ | --- | -- | - | ---- | ---- | - | -- | -- | ---- | ------------- |
| 1    | Rarh Bengal Tigers | 19  | 10 | 6 | 0    | 1    | 3 | 24 | 22 | +2   | Phase finale  |
| 2    | Soorma Hockey Club | 19  | 10 | 4 | 3    | 1    | 2 | 19 | 18 | +1   | Phase finale  |
| 3    | Hyderabad Toofans  | 18  | 10 | 4 | 2    | 2    | 2 | 26 | 16 | +10  | Phase finale  |
| 4    | Tamil Nadu Dragons | 18  | 10 | 4 | 2    | 2    | 2 | 22 | 23 | −1   | Phase finale  |
| 5    | UP Rudras          | 17  | 10 | 5 | 1    | 0    | 4 | 18 | 17 | +1   |               |
| 6    | Kalinga Lancers    | 12  | 10 | 3 | 1    | 1    | 5 | 31 | 31 | 0    |               |
| 7    | Gonasika           | 12  | 10 | 3 | 1    | 1    | 5 | 21 | 22 | −1   |               |
| 8    | Delhi SG Pipers    | 5   | 10 | 0 | 1    | 3    | 6 | 18 | 30 | −12  |               |

| Match 1                | Gonasika                             | 2 - 2             | Delhi SG Pipers                                 | Birsa Munda International Hockey Stadium, Rourkela               |                                                                  |
| 28 décembre 2024 20h15 | Walker 26e · Charlet 35e             | (1 - 1)           | 5e, 39e Domene                                  | Arbitrage : Raghu Prasad James Unkles Arbitre vidéo : You Hyosik | Arbitrage : Raghu Prasad James Unkles Arbitre vidéo : You Hyosik |
| 28 décembre 2024 20h15 | Walker 38e                           | Rapport           | 22e Varun · 25e Aditya · 54e Willott ·          | Arbitrage : Raghu Prasad James Unkles Arbitre vidéo : You Hyosik | Arbitrage : Raghu Prasad James Unkles Arbitre vidéo : You Hyosik |
| 28 décembre 2024 20h15 | Walker · Manpreet · Morton · Clément | Tirs au but 2 - 4 | Whetton · Domene · Willott · Sourabh · Rajkumar | Arbitrage : Raghu Prasad James Unkles Arbitre vidéo : You Hyosik | Arbitrage : Raghu Prasad James Unkles Arbitre vidéo : You Hyosik |

| Match 2                | Hyderabad Toofans          | 2 - 3   | Rarh Bengal Tigers                   | Birsa Munda International Hockey Stadium, Rourkela                     |                                                                        |
| 29 décembre 2024 18h00 | Brand 41e · De Sloover 59e | (0 - 2) | 9e Jugraj · 20e Sukhjeet · 36e Affan | Arbitrage : Sourabh Rajput Coen van Bunge Arbitre vidéo : James Unkles | Arbitrage : Sourabh Rajput Coen van Bunge Arbitre vidéo : James Unkles |
| 29 décembre 2024 18h00 | Rapport                    |         |                                      | Arbitrage : Sourabh Rajput Coen van Bunge Arbitre vidéo : James Unkles | Arbitrage : Sourabh Rajput Coen van Bunge Arbitre vidéo : James Unkles |

| Match 3                | Soorma Hockey Club                    | 1 - 1             | Tamil Nadu Dragons      | Birsa Munda International Hockey Stadium, Rourkela               |                                                                  |
| 29 décembre 2024 20h15 | Gurjant 54e                           | (0 - 0)           | 49e Ephraums            | Arbitrage : Deepak Joshi You Hyosik Arbitre vidéo : Raghu Prasad | Arbitrage : Deepak Joshi You Hyosik Arbitre vidéo : Raghu Prasad |
| 29 décembre 2024 20h15 | Della Torre 27e · Keenan 35e          | Rapport           | 26e Shesha ·            | Arbitrage : Deepak Joshi You Hyosik Arbitre vidéo : Raghu Prasad | Arbitrage : Deepak Joshi You Hyosik Arbitre vidéo : Raghu Prasad |
| 29 décembre 2024 20h15 | Harmanpreet · Wegnez · Vivek · Keenan | Tirs au but 4 - 1 | Craig · Ludwig · Sorsby | Arbitrage : Deepak Joshi You Hyosik Arbitre vidéo : Raghu Prasad | Arbitrage : Deepak Joshi You Hyosik Arbitre vidéo : Raghu Prasad |

| Match 4                | UP Rudras                     | 3 - 1   | Kalinga Lancers                        | Birsa Munda International Hockey Stadium, Rourkela                  |                                                                     |
| 30 décembre 2024 20h15 | Russell 45e, 60e · Sudeep 50e | (0 - 1) | 13e González                           | Arbitrage : Anand Dangi James Unkles Arbitre vidéo : Sourabh Rajput | Arbitrage : Anand Dangi James Unkles Arbitre vidéo : Sourabh Rajput |
| 30 décembre 2024 20h15 | Vilallonga 13e · Albery 44e   | Rapport | 23e Mor · 48e Brinkman · 60e Hendrickx | Arbitrage : Anand Dangi James Unkles Arbitre vidéo : Sourabh Rajput | Arbitrage : Anand Dangi James Unkles Arbitre vidéo : Sourabh Rajput |

| Match 5                | Delhi SG Pipers                                                   | 2 - 2             | Hyderabad Toofans                                                      | Birsa Munda International Hockey Stadium, Rourkela                          |                                                                             |
| 31 décembre 2024 20h15 | Dilraj 21e · Furlong 50e                                          | (1 - 2)           | 11e Amandeep · 13e Peillat                                             | Arbitrage : Napoleon Chanamthabam Coen van Bunge Arbitre vidéo : You Hyosik | Arbitrage : Napoleon Chanamthabam Coen van Bunge Arbitre vidéo : You Hyosik |
| 31 décembre 2024 20h15 | Toscani 9e · Shamsher 10e                                         | Rapport           | 8e Amandeep ·                                                          | Arbitrage : Napoleon Chanamthabam Coen van Bunge Arbitre vidéo : You Hyosik | Arbitrage : Napoleon Chanamthabam Coen van Bunge Arbitre vidéo : You Hyosik |
| 31 décembre 2024 20h15 | Whetton · Domene · Yamasaki · Aditya · Rajkumar · ---- · Yamasaki | Tirs au but 4 - 5 | Wallace · Talwinder · Casella · Shilanand · Nilakanta · ---- · Wallace | Arbitrage : Napoleon Chanamthabam Coen van Bunge Arbitre vidéo : You Hyosik | Arbitrage : Napoleon Chanamthabam Coen van Bunge Arbitre vidéo : You Hyosik |

| Match 6                | Rarh Bengal Tigers         | 2 - 1   | Gonasika                   | Birsa Munda International Hockey Stadium, Rourkela                 |                                                                    |
| 1er janvier 2025 20h15 | Rupinder 31e, 48e          | (0 - 0) | 32e Manpreet               | Arbitrage : Gurbaj Singh You Hyosik Arbitre vidéo : Coen van Bunge | Arbitrage : Gurbaj Singh You Hyosik Arbitre vidéo : Coen van Bunge |
| 1er janvier 2025 20h15 | Pradhan 22e · Abhishek 25e | Rapport | 26e Hundal · 58e Yashhdeep | Arbitrage : Gurbaj Singh You Hyosik Arbitre vidéo : Coen van Bunge | Arbitrage : Gurbaj Singh You Hyosik Arbitre vidéo : Coen van Bunge |

| Match 7              | Soorma Hockey Club             | 0 - 3   | UP Rudras                                  | Birsa Munda International Hockey Stadium, Rourkela                 |                                                                    |
| 2 janvier 2025 20h15 |                                | (0 - 1) | 2e Sudeep · 38e Jobanpreet · 58e Akashdeep | Arbitrage : Shakil Ahmad Raghu Prasad Arbitre vidéo : Deepak Joshi | Arbitrage : Shakil Ahmad Raghu Prasad Arbitre vidéo : Deepak Joshi |
| 2 janvier 2025 20h15 | Burkhardt 11e 52e · Keenan 37e | Rapport | 37e Hardik                                 | Arbitrage : Shakil Ahmad Raghu Prasad Arbitre vidéo : Deepak Joshi | Arbitrage : Shakil Ahmad Raghu Prasad Arbitre vidéo : Deepak Joshi |

| Match 8              | Tamil Nadu Dragons                                                      | 2 - 2             | Kalinga Lancers                                                             | Birsa Munda International Hockey Stadium, Rourkela                    |                                                                       |
| 3 janvier 2025 20h15 | Craig 31e · Janssen 51e                                                 | (0 - 1)           | 24e, 43e Hendrickx                                                          | Arbitrage : Anand Dangi Coen van Bunge Arbitre vidéo : Sourabh Rajput | Arbitrage : Anand Dangi Coen van Bunge Arbitre vidéo : Sourabh Rajput |
| 3 janvier 2025 20h15 | Uttam 13e                                                               | Rapport           | 9e Zalewski ·                                                               | Arbitrage : Anand Dangi Coen van Bunge Arbitre vidéo : Sourabh Rajput | Arbitrage : Anand Dangi Coen van Bunge Arbitre vidéo : Sourabh Rajput |
| 3 janvier 2025 20h15 | Ludwig · Chandan · Ephraums · Uttam · Govers · ---- · Ephraums · Ludwig | Tirs au but 6 - 5 | Van Doren · Angad · Brinkman · Kina · Dilpreet · ---- · Brinkman · Dilpreet | Arbitrage : Anand Dangi Coen van Bunge Arbitre vidéo : Sourabh Rajput | Arbitrage : Anand Dangi Coen van Bunge Arbitre vidéo : Sourabh Rajput |

| Match 9              | Delhi SG Pipers | 1 - 4   | Rarh Bengal Tigers                           | Birsa Munda International Hockey Stadium, Rourkela                 |                                                                    |
| 4 janvier 2025 18h00 | Furlong 53e     | (0 - 2) | 1e Sukhjeet · 17e, 38e Jugraj · 47e Abhishek | Arbitrage : Deepak Joshi James Unkles Arbitre vidéo : Raghu Prasad | Arbitrage : Deepak Joshi James Unkles Arbitre vidéo : Raghu Prasad |
| 4 janvier 2025 18h00 | Sumit K. 16e    | Rapport | 57e Jaskaran                                 | Arbitrage : Deepak Joshi James Unkles Arbitre vidéo : Raghu Prasad | Arbitrage : Deepak Joshi James Unkles Arbitre vidéo : Raghu Prasad |

| Match 10             | Hyderabad Toofans         | 1 - 3   | Gonasika                           | Birsa Munda International Hockey Stadium, Rourkela                              |                                                                                 |
| 4 janvier 2025 20h15 | Brand 12e                 | (1 - 1) | 2e Sunil · 33e Charlet · 60e Nilam | Arbitrage : Sourabh Rajput Napoleon Chanamthabam Arbitre vidéo : Coen van Bunge | Arbitrage : Sourabh Rajput Napoleon Chanamthabam Arbitre vidéo : Coen van Bunge |
| 4 janvier 2025 20h15 | Casella 5e · Rohit I. 35e | Rapport | 12e Waller                         | Arbitrage : Sourabh Rajput Napoleon Chanamthabam Arbitre vidéo : Coen van Bunge | Arbitrage : Sourabh Rajput Napoleon Chanamthabam Arbitre vidéo : Coen van Bunge |

| Match 11             | Kalinga Lancers                            | 3 - 4   | Soorma Hockey Club                                           | Birsa Munda International Hockey Stadium, Rourkela                   |                                                                      |
| 5 janvier 2025 18h00 | Brinkman 5e · Sanjay 15e · Gursahibjit 51e | (2 - 1) | 11e Hayward · 35e Della Torre · 50e Harmanpreet · 52e Harish | Arbitrage : Shakil Ahmad Coen van Bunge Arbitre vidéo : Deeapk Joshi | Arbitrage : Shakil Ahmad Coen van Bunge Arbitre vidéo : Deeapk Joshi |
| 5 janvier 2025 18h00 | Angad 37e · Dilpreet 56e                   | Rapport | 38e Vivek                                                    | Arbitrage : Shakil Ahmad Coen van Bunge Arbitre vidéo : Deeapk Joshi | Arbitrage : Shakil Ahmad Coen van Bunge Arbitre vidéo : Deeapk Joshi |

| Match 12             | Tamil Nadu Dragons       | 2 - 0   | UP Rudras      | Birsa Munda International Hockey Stadium, Rourkela                 |                                                                    |
| 5 janvier 2025 20h15 | Abharan 48e · Sorsby 60e | (0 - 0) |                | Arbitrage : Gurbaj Singh Raghu Prasad Arbitre vidéo : James Unkles | Arbitrage : Gurbaj Singh Raghu Prasad Arbitre vidéo : James Unkles |
| 5 janvier 2025 20h15 |                          | Rapport | 14e Vilallonga | Arbitrage : Gurbaj Singh Raghu Prasad Arbitre vidéo : James Unkles | Arbitrage : Gurbaj Singh Raghu Prasad Arbitre vidéo : James Unkles |

| Match 13             | Soorma Hockey Club                         | 2 - 2             | Delhi SG Pipers                     | Birsa Munda International Hockey Stadium, Rourkela                |                                                                   |
| 6 janvier 2025 20h15 | Harmanpreet 48e, 57e                       | (0 - 0)           | 43e Domene · 45e Manjeet            | Arbitrage : Anand Dangi You Hyosik Arbitre vidéo : Coen van Bunge | Arbitrage : Anand Dangi You Hyosik Arbitre vidéo : Coen van Bunge |
| 6 janvier 2025 20h15 | Della Torre 15e, 56e · Keenan 28e          | Rapport           | 19e 41e Varun ·                     | Arbitrage : Anand Dangi You Hyosik Arbitre vidéo : Coen van Bunge | Arbitrage : Anand Dangi You Hyosik Arbitre vidéo : Coen van Bunge |
| 6 janvier 2025 20h15 | Sunit · Roper · Vivek · Keenan · Burkhardt | Tirs au but 3 - 1 | Whetton · Domene · Aditya · Sourabh | Arbitrage : Anand Dangi You Hyosik Arbitre vidéo : Coen van Bunge | Arbitrage : Anand Dangi You Hyosik Arbitre vidéo : Coen van Bunge |

| Match 14             | Kalinga Lancers                                             | 6 - 0   | Rarh Bengal Tigers | Birsa Munda International Hockey Stadium, Rourkela                   |                                                                      |
| 7 janvier 2025 20h15 | Brinkman 3e, 29e, 47e · Sanjay 4e · Hendrickx 6e · Boby 49e | (4 - 0) |                    | Arbitrage : Deepak Joshi Sourabh Rajput Arbitre vidéo : Raghu Prasad | Arbitrage : Deepak Joshi Sourabh Rajput Arbitre vidéo : Raghu Prasad |
| 7 janvier 2025 20h15 | Hendrickx 12e                                               | Rapport |                    | Arbitrage : Deepak Joshi Sourabh Rajput Arbitre vidéo : Raghu Prasad | Arbitrage : Deepak Joshi Sourabh Rajput Arbitre vidéo : Raghu Prasad |

| Match 15             | Gonasika                                              | 5 - 6   | Tamil Nadu Dragons                                              | Birsa Munda International Hockey Stadium, Rourkela                 |                                                                    |
| 8 janvier 2025 18h00 | Hundal 5e, 7e · Nikkin 39e · Walker 43e · Clément 58e | (2 - 2) | 15e Abharan · 19e, 33e, 50e Janssen · 55e Ephraums · 59e Karthi | Arbitrage : Raghu Prasad You Hyosik Arbitre vidéo : Sourabh Rajput | Arbitrage : Raghu Prasad You Hyosik Arbitre vidéo : Sourabh Rajput |
| 8 janvier 2025 18h00 | Howard 21e · Walker 32e · Clément 60e                 | Rapport | 32e Chandan · 37e Anand                                         | Arbitrage : Raghu Prasad You Hyosik Arbitre vidéo : Sourabh Rajput | Arbitrage : Raghu Prasad You Hyosik Arbitre vidéo : Sourabh Rajput |

| Match 16             | UP Rudras   | 0 - 3   | Hyderabad Toofans                         | Birsa Munda International Hockey Stadium, Rourkela                   |                                                                      |
| 8 janvier 2025 20h15 |             | (0 - 2) | 6e Wallace · 14e Rajinder · 32e Shilanand | Arbitrage : James Unkles Coen van Bunge Arbitre vidéo : Deepak Joshi | Arbitrage : James Unkles Coen van Bunge Arbitre vidéo : Deepak Joshi |
| 8 janvier 2025 20h15 | Manmeet 37e | Rapport | 44e Devindar                              | Arbitrage : James Unkles Coen van Bunge Arbitre vidéo : Deepak Joshi | Arbitrage : James Unkles Coen van Bunge Arbitre vidéo : Deepak Joshi |

| Match 17             | Kalinga Lancers         | 2 - 1   | Gonasika     | Birsa Munda International Hockey Stadium, Rourkela                  |                                                                     |
| 9 janvier 2025 20h15 | Kina 28e · Zalewski 33e | (1 - 1) | 14e Sunil    | Arbitrage : Gurbaj Singh Coen van Bunge Arbitre vidéo : Anand Dangi | Arbitrage : Gurbaj Singh Coen van Bunge Arbitre vidéo : Anand Dangi |
| 9 janvier 2025 20h15 | Hundal 33e              | Rapport | 27e Manpreet | Arbitrage : Gurbaj Singh Coen van Bunge Arbitre vidéo : Anand Dangi | Arbitrage : Gurbaj Singh Coen van Bunge Arbitre vidéo : Anand Dangi |

| Match 18              | Rarh Bengal Tigers | 1 - 2   | Tamil Nadu Dragons                         | Birsa Munda International Hockey Stadium, Rourkela                   |                                                                      |
| 10 janvier 2025 20h15 | Rupinder 35e       | (0 - 1) | 16e Karthi · 37e Uttam                     | Arbitrage : Shakil Ahmad James Unkles Arbitre vidéo : Sourabh Rajput | Arbitrage : Shakil Ahmad James Unkles Arbitre vidéo : Sourabh Rajput |
| 10 janvier 2025 20h15 | Cross 45e          | Rapport | 22e 54e Ludwig · 23e Abharan · 58e Chandan | Arbitrage : Shakil Ahmad James Unkles Arbitre vidéo : Sourabh Rajput | Arbitrage : Shakil Ahmad James Unkles Arbitre vidéo : Sourabh Rajput |

| Match 20              | Hyderabad Toofans                                                 | 1 - 1             | Soorma Hockey Club                                                | Birsa Munda International Hockey Stadium, Rourkela              |                                                                 |
| 11 janvier 2025 18h00 | Amandeep 40e                                                      | (0 - 1)           | 8e Della Torre                                                    | Arbitrage : Deepak Joshi Anand Dangi Arbitre vidéo : You Hyosik | Arbitrage : Deepak Joshi Anand Dangi Arbitre vidéo : You Hyosik |
| 11 janvier 2025 18h00 | Woods 54e                                                         | Rapport           | 51e Della Torre ·                                                 | Arbitrage : Deepak Joshi Anand Dangi Arbitre vidéo : You Hyosik | Arbitrage : Deepak Joshi Anand Dangi Arbitre vidéo : You Hyosik |
| 11 janvier 2025 18h00 | Casella · Talwinder · Wallace · Arshdeep · Brand · ---- · Wallace | Tirs au but 4 - 3 | Vivek · Poncelet · Gurjant · Keenan · Burkhardt · ---- · Poncelet | Arbitrage : Deepak Joshi Anand Dangi Arbitre vidéo : You Hyosik | Arbitrage : Deepak Joshi Anand Dangi Arbitre vidéo : You Hyosik |

| Match 19              | Delhi SG Pipers | 1 - 3   | UP Rudras                                 | Birsa Munda International Hockey Stadium, Rourkela                          |                                                                             |
| 11 janvier 2025 20h15 | Whetton 29e     | (1 - 1) | 30e Wortelboer · 43e Russell · 54e Cosyns | Arbitrage : Raghu Prasad Napoleon Chanamthabam Arbitre vidéo : James Unkles | Arbitrage : Raghu Prasad Napoleon Chanamthabam Arbitre vidéo : James Unkles |
| 11 janvier 2025 20h15 | Rapport         |         |                                           | Arbitrage : Raghu Prasad Napoleon Chanamthabam Arbitre vidéo : James Unkles | Arbitrage : Raghu Prasad Napoleon Chanamthabam Arbitre vidéo : James Unkles |

| Match 21              | Kalinga Lancers | 1 - 5   | Hyderabad Toofans                                        | Birsa Munda International Hockey Stadium, Rourkela                   |                                                                      |
| 12 janvier 2025 18h00 | Hendrickx 5e    | (1 - 3) | 6e, 30e Peillat · 21e Casella · 47e Brand · 54e Arshdeep | Arbitrage : Sourabh Rajput You Hyosik Arbitre vidéo : Coen van Bunge | Arbitrage : Sourabh Rajput You Hyosik Arbitre vidéo : Coen van Bunge |
| 12 janvier 2025 18h00 | Rabichandra 44e | Rapport | 25e Sumit · 59e Rajinder                                 | Arbitrage : Sourabh Rajput You Hyosik Arbitre vidéo : Coen van Bunge | Arbitrage : Sourabh Rajput You Hyosik Arbitre vidéo : Coen van Bunge |

| Match 22              | Tamil Nadu Dragons                     | 3 - 2   | Delhi SG Pipers               | Birsa Munda International Hockey Stadium, Rourkela                   |                                                                      |
| 13 janvier 2025 20h15 | Janssen 3e · Ephraums 19e · Govers 21e | (3 - 1) | 2e, 37e Domene                | Arbitrage : Raghu Prasad Coen van Bunge Arbitre vidéo : Deepak Joshi | Arbitrage : Raghu Prasad Coen van Bunge Arbitre vidéo : Deepak Joshi |
| 13 janvier 2025 20h15 | Raheel 43e · Ganesh 56e                | Rapport | 42e Sourabh · 45e Jarmanpreet | Arbitrage : Raghu Prasad Coen van Bunge Arbitre vidéo : Deepak Joshi | Arbitrage : Raghu Prasad Coen van Bunge Arbitre vidéo : Deepak Joshi |

| Match 23              | Gonasika               | 2 - 1   | Soorma Hockey Club                                    | Birsa Munda International Hockey Stadium, Rourkela                 |                                                                    |
| 14 janvier 2025 20h15 | Nilam 33e · Morton 59e | (0 - 0) | 48e Rajbhar                                           | Arbitrage : Sourabh Rajput James Unkles Arbitre vidéo : You Hyosik | Arbitrage : Sourabh Rajput James Unkles Arbitre vidéo : You Hyosik |
| 14 janvier 2025 20h15 | Charlet 27e            | Rapport | 10e Keenan · 13e Sukhvinder · 30e Harjeet · 58e Roper | Arbitrage : Sourabh Rajput James Unkles Arbitre vidéo : You Hyosik | Arbitrage : Sourabh Rajput James Unkles Arbitre vidéo : You Hyosik |

| Match 24              | UP Rudras                   | 3 - 5   | Rarh Bengal Tigers                                         | Birsa Munda International Hockey Stadium, Rourkela              |                                                                 |
| 15 janvier 2025 20h15 | Hardik 47e · Ward 51e, 59e  | (0 - 3) | 8e Boccard · 10e, 33e Jugraj · 14e Sukhjeet · 46e Abhishek | Arbitrage : Gurbaj Singh You Hyosik Arbitre vidéo : Anand Dangi | Arbitrage : Gurbaj Singh You Hyosik Arbitre vidéo : Anand Dangi |
| 15 janvier 2025 20h15 | Wortelboer 13e · Hardik 55e | Rapport | 57e Jaskaran                                               | Arbitrage : Gurbaj Singh You Hyosik Arbitre vidéo : Anand Dangi | Arbitrage : Gurbaj Singh You Hyosik Arbitre vidéo : Anand Dangi |

| Match 25              | Delhi SG Pipers | 1 - 5   | Kalinga Lancers                                                    | Birsa Munda International Hockey Stadium, Rourkela                  |                                                                     |
| 16 janvier 2025 20h15 | Weyer 6e        | (0 - 1) | 11e Bandurak · 36e Van Doren · 38e, 43e Brinkman · 45e Gursahibjit | Arbitrage : Anand Dangi James Unkles Arbitre vidéo : Sourabh Rajput | Arbitrage : Anand Dangi James Unkles Arbitre vidéo : Sourabh Rajput |
| 16 janvier 2025 20h15 |                 | Rapport | 30e Sushil                                                         | Arbitrage : Anand Dangi James Unkles Arbitre vidéo : Sourabh Rajput | Arbitrage : Anand Dangi James Unkles Arbitre vidéo : Sourabh Rajput |

| Match 27              | Hyderabad Toofans                             | 4 - 0   | Tamil Nadu Dragons | Astroturf Hockey Stadium, Ranchi                                |                                                                 |
| 18 janvier 2025 18h00 | Peillat 21e, 48e · De Sloover 31e · Brand 33e | (1 - 0) |                    | Arbitrage : Anand Dangi You Hyosik Arbitre vidéo : James Unkles | Arbitrage : Anand Dangi You Hyosik Arbitre vidéo : James Unkles |
| 18 janvier 2025 18h00 | Talwinder 58e                                 | Rapport | 30e Abharan        | Arbitrage : Anand Dangi You Hyosik Arbitre vidéo : James Unkles | Arbitrage : Anand Dangi You Hyosik Arbitre vidéo : James Unkles |

| Match 28              | Gonasika   | 0 - 1   | UP Rudras  | Astroturf Hockey Stadium, Ranchi                                   |                                                                    |
| 18 janvier 2025 20h15 |            | (0 - 1) | 15e Hardik | Arbitrage : Sourabh Rajput James Unkles Arbitre vidéo : You Hyosik | Arbitrage : Sourabh Rajput James Unkles Arbitre vidéo : You Hyosik |
| 18 janvier 2025 20h15 | Draper 29e | Rapport |            | Arbitrage : Sourabh Rajput James Unkles Arbitre vidéo : You Hyosik | Arbitrage : Sourabh Rajput James Unkles Arbitre vidéo : You Hyosik |

| Match 26              | Soorma Hockey Club           | 1 - 1             | Rarh Bengal Tigers         | Birsa Munda International Hockey Stadium, Rourkela                 |                                                                    |
| 29 janvier 2025 18h00 | Gurjant 10e                  | (1 - 0)           | 56e Jugraj                 | Arbitrage : Raghu Prasad James Unkles Arbitre vidéo : Deepak Joshi | Arbitrage : Raghu Prasad James Unkles Arbitre vidéo : Deepak Joshi |
| 29 janvier 2025 18h00 | Hayward 26e · Vivek 54e      | Rapport           |                            | Arbitrage : Raghu Prasad James Unkles Arbitre vidéo : Deepak Joshi | Arbitrage : Raghu Prasad James Unkles Arbitre vidéo : Deepak Joshi |
| 29 janvier 2025 18h00 | Harmanpreet · Vivek · Wegnez | Tirs au but 3 - 0 | Gursewak · Cross · Pardeep | Arbitrage : Raghu Prasad James Unkles Arbitre vidéo : Deepak Joshi | Arbitrage : Raghu Prasad James Unkles Arbitre vidéo : Deepak Joshi |

### Phase de groupes

#### Poule A
| Rang | Équipe             | Pts | J | G | VTaB | DTaB | P | Bp | Bc | Diff |
| ---- | ------------------ | --- | - | - | ---- | ---- | - | -- | -- | ---- |
| 1    | Soorma Hockey Club | 9   | 3 | 3 | 0    | 0    | 0 | 9  | 5  | +4   |
| 2    | Rarh Bengal Tigers | 6   | 3 | 2 | 0    | 0    | 1 | 8  | 6  | +2   |
| 3    | Kalinga Lancers    | 2   | 3 | 0 | 1    | 0    | 2 | 11 | 15 | −4   |
| 4    | Delhi SG Pipers    | 1   | 3 | 0 | 0    | 1    | 2 | 7  | 9  | −2   |

| Match 29              | Kalinga Lancers                                    | 5 - 5             | Delhi SG Pipers                                         | Birsa Munda International Hockey Stadium, Rourkela                   |                                                                      |
| 19 janvier 2025 20h15 | Hendrickx 13e, 52e · Brinkman 35e, 47e · Angad 49e | (1 - 4)           | 18e, 20e Domene · 21e Weyer · 23e Yamasaki · 37e Dilraj | Arbitrage : Balaji Kumar Raghu Prasad Arbitre vidéo : Coen van Bunge | Arbitrage : Balaji Kumar Raghu Prasad Arbitre vidéo : Coen van Bunge |
| 19 janvier 2025 20h15 |                                                    | Rapport           | 60e Domene ·                                            | Arbitrage : Balaji Kumar Raghu Prasad Arbitre vidéo : Coen van Bunge | Arbitrage : Balaji Kumar Raghu Prasad Arbitre vidéo : Coen van Bunge |
| 19 janvier 2025 20h15 | Van Doren · Angad · Brinkman · Kina · Dilpreet     | Tirs au but 3 - 2 | Yamasaki · Domene · Lalage · Sourabh · Rajkumar         | Arbitrage : Balaji Kumar Raghu Prasad Arbitre vidéo : Coen van Bunge | Arbitrage : Balaji Kumar Raghu Prasad Arbitre vidéo : Coen van Bunge |

| Match 30              | Rarh Bengal Tigers | 1 - 2   | Soorma Hockey Club          | Birsa Munda International Hockey Stadium, Rourkela                   |                                                                      |
| 20 janvier 2025 20h15 | Jugraj 39e         | (0 - 2) | 21e Prabhjot · 28e Maninder | Arbitrage : Coen van Bunge James Unkles Arbitre vidéo : Gurbaj Singh | Arbitrage : Coen van Bunge James Unkles Arbitre vidéo : Gurbaj Singh |
| 20 janvier 2025 20h15 | Mor 54e            | Rapport |                             | Arbitrage : Coen van Bunge James Unkles Arbitre vidéo : Gurbaj Singh | Arbitrage : Coen van Bunge James Unkles Arbitre vidéo : Gurbaj Singh |

| Match 32              | Delhi SG Pipers | 1 - 2   | Soorma Hockey Club       | Astroturf Hockey Stadium, Ranchi                                       |                                                                        |
| 22 janvier 2025 20h15 | Weyer 59e       | (0 - 2) | 9e Harjeet · 17e Gurjant | Arbitrage : Sourabh Rajput Coen van Bunge Arbitre vidéo : Raghu Prasad | Arbitrage : Sourabh Rajput Coen van Bunge Arbitre vidéo : Raghu Prasad |
| 22 janvier 2025 20h15 | Toscani 19e     | Rapport | 20e Rajbhar              | Arbitrage : Sourabh Rajput Coen van Bunge Arbitre vidéo : Raghu Prasad | Arbitrage : Sourabh Rajput Coen van Bunge Arbitre vidéo : Raghu Prasad |

| Match 34              | Rarh Bengal Tigers                                          | 5 - 3   | Kalinga Lancers                         | Astroturf Hockey Stadium, Ranchi                                     |                                                                      |
| 24 janvier 2025 20h15 | Jugraj 10e, 27e · Rupinder 16e · Abhishek 30e · Pardeep 40e | (4 - 2) | 5e Angad · 11e Brinkman · 33e Hendrickx | Arbitrage : Raghu Prasad Coen van Bunge Arbitre vidéo : Gurbaj Singh | Arbitrage : Raghu Prasad Coen van Bunge Arbitre vidéo : Gurbaj Singh |
| 24 janvier 2025 20h15 | Abhishek 48e                                                | Rapport | 38e Rabichandra · 40e Kina              | Arbitrage : Raghu Prasad Coen van Bunge Arbitre vidéo : Gurbaj Singh | Arbitrage : Raghu Prasad Coen van Bunge Arbitre vidéo : Gurbaj Singh |

| Match 37              | Rarh Bengal Tigers         | 2 - 1   | Delhi SG Pipers                           | Birsa Munda International Hockey Stadium, Rourkela                |                                                                   |
| 27 janvier 2025 18h00 | Rupinder 55e · Dockier 59e | (0 - 1) | 27e Domene                                | Arbitrage : Anand Dangi Raghu Prasad Arbitre vidéo : James Unkles | Arbitrage : Anand Dangi Raghu Prasad Arbitre vidéo : James Unkles |
| 27 janvier 2025 18h00 |                            | Rapport | 29e Ankit · 38e Jarmanpreet · 50e Willott | Arbitrage : Anand Dangi Raghu Prasad Arbitre vidéo : James Unkles | Arbitrage : Anand Dangi Raghu Prasad Arbitre vidéo : James Unkles |

| Match 38              | Soorma Hockey Club                                              | 5 - 3   | Kalinga Lancers                              | Birsa Munda International Hockey Stadium, Rourkela                   |                                                                      |
| 27 janvier 2025 20h15 | Prabhjot 26e · Harmanpreet 32e, 54e · Keenan 33e · Maninder 51e | (1 - 1) | 5e Dilpreet · 44e Brinkman · 56e Gursahibjit | Arbitrage : Sourabh Rajput You Hyosik Arbitre vidéo : Coen van Bunge | Arbitrage : Sourabh Rajput You Hyosik Arbitre vidéo : Coen van Bunge |
| 27 janvier 2025 20h15 | Rapport                                                         |         |                                              | Arbitrage : Sourabh Rajput You Hyosik Arbitre vidéo : Coen van Bunge | Arbitrage : Sourabh Rajput You Hyosik Arbitre vidéo : Coen van Bunge |

#### Poule B
| Rang | Équipe             | Pts | J | G | VTaB | DTaB | P | Bp | Bc | Diff |
| ---- | ------------------ | --- | - | - | ---- | ---- | - | -- | -- | ---- |
| 1    | Hyderabad Toofans  | 5   | 3 | 1 | 0    | 2    | 0 | 8  | 6  | +2   |
| 2    | Gonasika           | 5   | 3 | 1 | 1    | 0    | 1 | 7  | 7  | 0    |
| 3    | UP Rudras          | 5   | 3 | 1 | 1    | 0    | 1 | 5  | 5  | 0    |
| 4    | Tamil Nadu Dragons | 3   | 3 | 0 | 1    | 1    | 1 | 6  | 8  | −2   |

| Match 31              | UP Rudras                | 2 - 0   | Gonasika   | Birsa Munda International Hockey Stadium, Rourkela               |                                                                  |
| 21 janvier 2025 20h15 | Cosyns 37e · Russell 40e | (0 - 0) |            | Arbitrage : Balaji Kumar James Unkles Arbitre vidéo : You Hyosik | Arbitrage : Balaji Kumar James Unkles Arbitre vidéo : You Hyosik |
| 21 janvier 2025 20h15 | Wortelboer 56e           | Rapport | 20e Hundal | Arbitrage : Balaji Kumar James Unkles Arbitre vidéo : You Hyosik | Arbitrage : Balaji Kumar James Unkles Arbitre vidéo : You Hyosik |

| Match 33              | Tamil Nadu Dragons                                                     | 2 - 2             | Hyderabad Toofans                                                           | Birsa Munda International Hockey Stadium, Rourkela               |                                                                  |
| 23 janvier 2025 20h15 | Govers 4e · Janssen 37e                                                | (1 - 1)           | 3e Brand · 59e Casella                                                      | Arbitrage : Deepak Joshi You Hyosik Arbitre vidéo : James Unkles | Arbitrage : Deepak Joshi You Hyosik Arbitre vidéo : James Unkles |
| 23 janvier 2025 20h15 | Sorsby 6e · Karthi 38e · Govers 60e                                    | Rapport           | 31e Nilakanta ·                                                             | Arbitrage : Deepak Joshi You Hyosik Arbitre vidéo : James Unkles | Arbitrage : Deepak Joshi You Hyosik Arbitre vidéo : James Unkles |
| 23 janvier 2025 20h15 | Ludwig · Uttam · Govers · Raheel · Ephraums · ---- · Ludwig · Ephraums | Tirs au but 4 - 3 | Shilanand · Wallace · Casella · Arshdeep · Brand · ---- · Casella · Wallace | Arbitrage : Deepak Joshi You Hyosik Arbitre vidéo : James Unkles | Arbitrage : Deepak Joshi You Hyosik Arbitre vidéo : James Unkles |

| Match 35              | Tamil Nadu Dragons                     | 2 - 4   | Gonasika                                          | Birsa Munda International Hockey Stadium, Rourkela                  |                                                                     |
| 25 janvier 2025 18h00 | Amit 8e · Craig 56e                    | (1 - 1) | 14e Hundal · 45e Waller · 50e Howard · 51e Nikkin | Arbitrage : Sourabh Rajput Raghu Prasad Arbitre vidéo : Anand Dangi | Arbitrage : Sourabh Rajput Raghu Prasad Arbitre vidéo : Anand Dangi |
| 25 janvier 2025 18h00 | Chandan 30e · Pruthvi 45e · Ludwig 48e | Rapport | 59e Manpreet · 60e Waller                         | Arbitrage : Sourabh Rajput Raghu Prasad Arbitre vidéo : Anand Dangi | Arbitrage : Sourabh Rajput Raghu Prasad Arbitre vidéo : Anand Dangi |

| Match 36              | Hyderabad Toofans               | 3 - 1   | UP Rudras      | Birsa Munda International Hockey Stadium, Rourkela                 |                                                                    |
| 25 janvier 2025 20h15 | Peillat 25e · Arshdeep 28e, 60e | (2 - 0) | 40e Jobanpreet | Arbitrage : Coen van Bunge James Unkles Arbitre vidéo : You Hyosik | Arbitrage : Coen van Bunge James Unkles Arbitre vidéo : You Hyosik |
| 25 janvier 2025 20h15 | Arshdeep 40e, 53e · Wallace 48e | Rapport |                | Arbitrage : Coen van Bunge James Unkles Arbitre vidéo : You Hyosik | Arbitrage : Coen van Bunge James Unkles Arbitre vidéo : You Hyosik |

| Match 39              | Gonasika                           | 3 - 3             | Hyderabad Toofans                         | Birsa Munda International Hockey Stadium, Rourkela                     |                                                                        |
| 28 janvier 2025 20h15 | Charlet 12e, 55e · Hundal 24e      | (2 - 3)           | 1e Anderson · 6e Brand · 25e Amandeep     | Arbitrage : Gurbaj Singh Sourabh Rajput Arbitre vidéo : Coen van Bunge | Arbitrage : Gurbaj Singh Sourabh Rajput Arbitre vidéo : Coen van Bunge |
| 28 janvier 2025 20h15 | Rapport                            |                   |                                           | Arbitrage : Gurbaj Singh Sourabh Rajput Arbitre vidéo : Coen van Bunge | Arbitrage : Gurbaj Singh Sourabh Rajput Arbitre vidéo : Coen van Bunge |
| 28 janvier 2025 20h15 | Hundal · Clément · Morton · Waller | Tirs au but 3 - 1 | Devindar · Sumit W. · Anderson · Rajinder | Arbitrage : Gurbaj Singh Sourabh Rajput Arbitre vidéo : Coen van Bunge | Arbitrage : Gurbaj Singh Sourabh Rajput Arbitre vidéo : Coen van Bunge |

| Match 40              | UP Rudras                                                                 | 2 - 2             | Tamil Nadu Dragons                                               | Birsa Munda International Hockey Stadium, Rourkela                   |                                                                      |
| 29 janvier 2025 20h15 | Sudeep 8e · Lalit 15e                                                     | (2 - 0)           | 32e Janssen · 53e Sorsby                                         | Arbitrage : Coen van Bunge You Hyosik Arbitre vidéo : Sourabh Rajput | Arbitrage : Coen van Bunge You Hyosik Arbitre vidéo : Sourabh Rajput |
| 29 janvier 2025 20h15 | Cosyns 51e · Albery 60e                                                   | Rapport           | 29e Ephraums ·                                                   | Arbitrage : Coen van Bunge You Hyosik Arbitre vidéo : Sourabh Rajput | Arbitrage : Coen van Bunge You Hyosik Arbitre vidéo : Sourabh Rajput |
| 29 janvier 2025 20h15 | Albery · Gurjot · Cosyns · Wortelboer · Manmeet · ---- · Manmeet · Cosyns | Tirs au but 3 - 2 | Anand · Chandan · Pruthvi · Ganesh · Arun · ---- · Ganesh · Arun | Arbitrage : Coen van Bunge You Hyosik Arbitre vidéo : Sourabh Rajput | Arbitrage : Coen van Bunge You Hyosik Arbitre vidéo : Sourabh Rajput |

### Phase finale

#### Tableau
|  | Demi-finales                | Demi-finales               | Demi-finales               | Demi-finales               |                               |                    | Finale                      | Finale                      | Finale                      | Finale                      |
|  |                             |                            |                            |                            |                               |                    |                             |                             |                             |                             |
|  | 31 janvier 2025 - Rourkela  | 31 janvier 2025 - Rourkela | 31 janvier 2025 - Rourkela | 31 janvier 2025 - Rourkela |                               |                    | 1er février 2025 - Rourkela | 1er février 2025 - Rourkela | 1er février 2025 - Rourkela | 1er février 2025 - Rourkela |
|  | 1                           | Rarh Bengal Tigers         | 2 (6)tab                   | 2 (6)tab                   |                               |                    | 1er février 2025 - Rourkela | 1er février 2025 - Rourkela | 1er février 2025 - Rourkela | 1er février 2025 - Rourkela |
|  | 1                           | Rarh Bengal Tigers         | 2 (6)tab                   | 2 (6)tab                   |                               |                    | 1er février 2025 - Rourkela | 1er février 2025 - Rourkela | 1er février 2025 - Rourkela | 1er février 2025 - Rourkela |
|  | 4                           | Tamil Nadu Dragons         | 2 (5)                      | 2 (5)                      |                               |                    | 1er février 2025 - Rourkela | 1er février 2025 - Rourkela | 1er février 2025 - Rourkela | 1er février 2025 - Rourkela |
|  | 4                           | Tamil Nadu Dragons         | 2 (5)                      | 2 (5)                      | 1                             | Rarh Bengal Tigers | 4                           | 4                           |                             |                             |
|  | 31 janvier 2025 - Rourkela  |                            |                            |                            | 1                             | Rarh Bengal Tigers | 4                           | 4                           |                             |                             |
|  |                             |                            | 3                          | Hyderabad Toofans          | 3                             | 3                  |                             |                             |                             |                             |
|  | 2                           | Soorma Hockey Club         | 3                          | Hyderabad Toofans          | 3                             | 3                  | 1                           | 1                           |                             |                             |
|  | 2                           | Soorma Hockey Club         |                            |                            |                               |                    |                             | 1                           |                             |                             |
|  | 3                           | Hyderabad Toofans          | 3                          | 3                          |                               |                    |                             |                             |                             |                             |
|  | 3                           | Hyderabad Toofans          | 3                          | 3                          | Match pour la troisième place |                    |                             |                             |                             |                             |
|  |                             |                            |                            |                            |                               |                    |                             |                             |                             |                             |
|  | 1er février 2025 - Rourkela |                            |                            |                            |                               |                    |                             |                             |                             |                             |
|  | 4                           | Tamil Nadu Dragons         | 2                          | 2                          |                               |                    |                             |                             |                             |                             |
|  | 4                           | Tamil Nadu Dragons         | 2                          | 2                          |                               |                    |                             |                             |                             |                             |
|  | 2                           | Soorma Hockey Club         | 3                          | 3                          |                               |                    |                             |                             |                             |                             |
|  | 2                           | Soorma Hockey Club         | 3                          | 3                          |                               |                    |                             |                             |                             |                             |

#### Demi-finales
| Match 41              | Rarh Bengal Tigers                                                                                     | 2 - 2             | Tamil Nadu Dragons                                                                       | Birsa Munda International Hockey Stadium, Rourkela                 |                                                                    |
| 31 janvier 2025 18h00 | Pardeep 30e · Lane 53e                                                                                 | (1 - 1)           | 18e Ephraums · 32e Karthi                                                                | Arbitrage : Raghu Prasad James Unkles Arbitre vidéo : Deepak Joshi | Arbitrage : Raghu Prasad James Unkles Arbitre vidéo : Deepak Joshi |
| 31 janvier 2025 18h00 | Dockier 34e                                                                                            | Rapport           | 33e Kothajit · 59e Karthi ·                                                              | Arbitrage : Raghu Prasad James Unkles Arbitre vidéo : Deepak Joshi | Arbitrage : Raghu Prasad James Unkles Arbitre vidéo : Deepak Joshi |
| 31 janvier 2025 18h00 | Van Aubel · Sukhjeet · Findlay · Abhishek · Dockier · ---- · Sukhjeet · Findlay · Van Aubel · Abhishek | Tirs au but 6 - 5 | Ludwig · Uttam · Govers · Abharan · Ephraums · ---- · Ludwig · Govers · Ephraums · Uttam | Arbitrage : Raghu Prasad James Unkles Arbitre vidéo : Deepak Joshi | Arbitrage : Raghu Prasad James Unkles Arbitre vidéo : Deepak Joshi |

| Match 42              | Soorma Hockey Club       | 1 - 3   | Hyderabad Toofans                           | Birsa Munda International Hockey Stadium, Rourkela                   |                                                                      |
| 31 janvier 2025 20h15 | Hayward 60e              | (0 - 1) | 25e Amandeep · 25e Anderson · 43e Nilakanta | Arbitrage : Coen van Bunge You Hyosik Arbitre vidéo : Sourabh Rajput | Arbitrage : Coen van Bunge You Hyosik Arbitre vidéo : Sourabh Rajput |
| 31 janvier 2025 20h15 | Wegnez 21e · Gurjant 54e | Rapport | 55e Shilanand                               | Arbitrage : Coen van Bunge You Hyosik Arbitre vidéo : Sourabh Rajput | Arbitrage : Coen van Bunge You Hyosik Arbitre vidéo : Sourabh Rajput |

#### Match pour la3eplace
| Match 43               | Tamil Nadu Dragons       | 2 - 3   | Soorma Hockey Club                       | Birsa Munda International Hockey Stadium, Rourkela                     |                                                                        |
| 1er février 2025 17h45 | Govers 15e · Janssen 59e | (1 - 2) | 12e Gurjant · 19e Harjeet · 57e Prabhjot | Arbitrage : Sourabh Rajput James Unkles Arbitre vidéo : Coen van Bunge | Arbitrage : Sourabh Rajput James Unkles Arbitre vidéo : Coen van Bunge |
| 1er février 2025 17h45 |                          | Rapport | 53e Sukhvinder                           | Arbitrage : Sourabh Rajput James Unkles Arbitre vidéo : Coen van Bunge | Arbitrage : Sourabh Rajput James Unkles Arbitre vidéo : Coen van Bunge |

#### Finale
| Match 44               | Rarh Bengal Tigers              | 4 - 3   | Hyderabad Toofans              | Birsa Munda International Hockey Stadium, Rourkela                   |                                                                      |
| 1er février 2025 20h15 | Jugraj 25e, 32e, 35e · Lane 54e | (1 - 2) | 9e, 39e Peillat · 26e Amandeep | Arbitrage : Raghu Prasad Coen van Bunge Arbitre vidéo : James Unkles | Arbitrage : Raghu Prasad Coen van Bunge Arbitre vidéo : James Unkles |
| 1er février 2025 20h15 | Rapport                         |         |                                | Arbitrage : Raghu Prasad Coen van Bunge Arbitre vidéo : James Unkles | Arbitrage : Raghu Prasad Coen van Bunge Arbitre vidéo : James Unkles |

### Statistiques

#### Meilleurs buteurs
|   | Buteur              | Club               | Buts | Matchs |
| - | ------------------- | ------------------ | ---- | ------ |
| 1 | Jugraj Singh        | Rarh Bengal Tigers | 12   | 12     |
| 2 | Thierry Brinkman    | Kalinga Lancers    | 10   | 10     |
| 3 | Tomás Domene        | Delhi SG Pipers    | 8    | 10     |
| 3 | Jip Janssen         | Tamil Nadu Dragons | 8    | 12     |
| 3 | Gonzalo Peillat     | Hyderabad Toofans  | 8    | 12     |
| 6 | Alexander Hendrickx | Kalinga Lancers    | 7    | 10     |
| 7 | Tim Brand           | Hyderabad Toofans  | 6    | 12     |
| 8 | Amandeep Lakra      | Hyderabad Toofans  | 5    | 12     |
| 8 | Harmanpreet Singh   | Soorma Hockey Club | 5    | 11     |
| 8 | Rupinder Singh      | Rarh Bengal Tigers | 5    | 11     |

#### Classement final
| Rang                       | Équipe             | J  | V | N | SO | P | BP | BC | +/- | Pts |
| -------------------------- | ------------------ | -- | - | - | -- | - | -- | -- | --- | --- |
| Médaille d'or              | Rarh Bengal Tigers | 12 | 7 | 2 | 1  | 3 | 30 | 27 | +3  | 24  |
| Médaille d'argent          | Hyderabad Toofans  | 12 | 5 | 4 | 2  | 3 | 32 | 21 | +11 | 21  |
| Médaille de bronze         | Soorma Hockey Club | 12 | 5 | 4 | 3  | 3 | 23 | 23 | 0   | 22  |
| 4                          | Tamil Nadu Dragons | 12 | 4 | 5 | 2  | 3 | 26 | 28 | -2  | 19  |
| Éliminés en phase de ligue |                    |    |   |   |    |   |    |    |     |     |
| 5                          | UP Rudras          | 10 | 5 | 1 | 1  | 4 | 18 | 17 | +1  | 17  |
| 6                          | Kalinga Lancers T  | 10 | 3 | 2 | 1  | 5 | 31 | 31 | 0   | 12  |
| 7                          | Gonasika           | 10 | 3 | 2 | 1  | 5 | 21 | 22 | -1  | 12  |
| 8                          | Delhi SG Pipers    | 10 | 0 | 4 | 1  | 6 | 18 | 30 | -12 | 5   |

#### Joueurs récompensés
Après la finale entre Rarh Bengal Tigers et Hyderabad Toofans, la fédération Hockey India dévoile les joueurs recompensés par quatre prix différents et le club récompensé par un seul prix celui du fair-play:
| Récompense                 | Joueur(s)       | Équipe(s)          |
| -------------------------- | --------------- | ------------------ |
| Meilleure joueuse          | Sukhjeet Singh  | Rarh Bengal Tigers |
| Meilleure buteuse          | Jugraj Singh    | Rarh Bengal Tigers |
| Meilleure gardienne de but | Arshdeep Singh  | Hyderabad Toofans  |
| Meilleure jeune joueuse    | Bikramjit Singh | Hyderabad Toofans  |
| Fair-play                  | NC              | UP Rudras          |

## Compétition féminine

### Phase de ligue
| Rang | Équipe             | Pts | J | G | VTaB | DTaB | P | Bp | Bc | Diff | Qualification |
| ---- | ------------------ | --- | - | - | ---- | ---- | - | -- | -- | ---- | ------------- |
| 1    | Soorma Hockey Club | 13  | 6 | 4 | 0    | 1    | 1 | 15 | 7  | +8   | Finale        |
| 2    | Odisha Warriors    | 11  | 6 | 2 | 2    | 1    | 1 | 11 | 5  | +6   | Finale        |
| 3    | Rarh Bengal Tigers | 7   | 6 | 2 | 0    | 1    | 3 | 8  | 13 | −5   |               |
| 4    | Delhi SG Pipers    | 5   | 6 | 1 | 1    | 0    | 4 | 4  | 13 | −9   |               |

| Match 1               | Delhi SG Pipers | 0 - 4   | Odisha Warriors                          | Astroturf Hockey Stadium, Ranchi                                    |                                                                     |
| 12 janvier 2025 20h40 |                 | (0 - 1) | 16e, 37e Jansen · 42e Baljeet · 43e Moes | Arbitrage : Durga Devi Kelly Hudson Arbitre vidéo : Rachel Williams | Arbitrage : Durga Devi Kelly Hudson Arbitre vidéo : Rachel Williams |
| 12 janvier 2025 20h40 |                 | Rapport | 20e, 49e Neha · 46e Kanika               | Arbitrage : Durga Devi Kelly Hudson Arbitre vidéo : Rachel Williams | Arbitrage : Durga Devi Kelly Hudson Arbitre vidéo : Rachel Williams |

| Match 2               | Rarh Bengal Tigers | 1 - 4   | Soorma Hockey Club                                   | Astroturf Hockey Stadium, Ranchi                                       |                                                                        |
| 13 janvier 2025 18h00 | Cotter 7e          | (1 - 0) | 38e Shannon · 42e Englebert · 44e Salima · 47e Sonam | Arbitrage : Shivani Sharma Rachel Williams Arbitre vidéo : Rama Potnis | Arbitrage : Shivani Sharma Rachel Williams Arbitre vidéo : Rama Potnis |
| 13 janvier 2025 18h00 | Crackles 39e       | Rapport |                                                      | Arbitrage : Shivani Sharma Rachel Williams Arbitre vidéo : Rama Potnis | Arbitrage : Shivani Sharma Rachel Williams Arbitre vidéo : Rama Potnis |

| Match 3               | Delhi SG Pipers | 0 - 1   | Rarh Bengal Tigers                     | Astroturf Hockey Stadium, Ranchi                                 |                                                                  |
| 14 janvier 2025 18h00 |                 | (0 - 1) | 23e Mullan                             | Arbitrage : Rama Potnis Yogita Pasi Arbitre vidéo : Kelly Hudson | Arbitrage : Rama Potnis Yogita Pasi Arbitre vidéo : Kelly Hudson |
| 14 janvier 2025 18h00 | Watson 22e      | Rapport | 12e Priyanka · 48e Udita · 54e Vandana | Arbitrage : Rama Potnis Yogita Pasi Arbitre vidéo : Kelly Hudson | Arbitrage : Rama Potnis Yogita Pasi Arbitre vidéo : Kelly Hudson |

| Match 4               | Odisha Warriors | 1 - 2   | Soorma Hockey Club  | Astroturf Hockey Stadium, Ranchi                              |                                                               |
| 15 janvier 2025 18h00 | Moes 57e        | (0 - 1) | 6e Hina · 47e Sonam | Arbitrage : Deepa Kelly Hudson Arbitre vidéo : Shivani Sharma | Arbitrage : Deepa Kelly Hudson Arbitre vidéo : Shivani Sharma |
| 15 janvier 2025 18h00 | Rapport         |         |                     | Arbitrage : Deepa Kelly Hudson Arbitre vidéo : Shivani Sharma | Arbitrage : Deepa Kelly Hudson Arbitre vidéo : Shivani Sharma |

| Match 5               | Rarh Bengal Tigers                                 | 1 - 1             | Odisha Warriors                | Astroturf Hockey Stadium, Ranchi                                      |                                                                       |
| 16 janvier 2025 18h00 | Beauty 16e                                         | (1 - 1)           | 8e Baljeet                     | Arbitrage : Durga Devi Shivani Sharma Arbitre vidéo : Rachel Williams | Arbitrage : Durga Devi Shivani Sharma Arbitre vidéo : Rachel Williams |
| 16 janvier 2025 18h00 | Huda 40e                                           | Rapport           | 8e Sauze ·                     | Arbitrage : Durga Devi Shivani Sharma Arbitre vidéo : Rachel Williams | Arbitrage : Durga Devi Shivani Sharma Arbitre vidéo : Rachel Williams |
| 16 janvier 2025 18h00 | Crackles · Beauty · Lalremsiami · Stewart · Cotter | Tirs au but 2 - 3 | Moes · Sakshi · Sonika · Nobbs | Arbitrage : Durga Devi Shivani Sharma Arbitre vidéo : Rachel Williams | Arbitrage : Durga Devi Shivani Sharma Arbitre vidéo : Rachel Williams |

| Match 6               | Delhi SG Pipers           | 2 - 0   | Soorma Hockey Club | Birsa Munda International Hockey Stadium, Rourkela                  |                                                                     |
| 17 janvier 2025 20h15 | Sangita 25e · Deepika 47e | (1 - 0) | 40e Vaishnavi      | Arbitrage : Gurbaj Singh Coen van Bunge Arbitre vidéo : Rama Potnis | Arbitrage : Gurbaj Singh Coen van Bunge Arbitre vidéo : Rama Potnis |
| 17 janvier 2025 20h15 | Mumtaz 37e · Sunelita 42e | Rapport |                    | Arbitrage : Gurbaj Singh Coen van Bunge Arbitre vidéo : Rama Potnis | Arbitrage : Gurbaj Singh Coen van Bunge Arbitre vidéo : Rama Potnis |

| Match 7               | Odisha Warriors                          | 4 - 1   | Rarh Bengal Tigers | Birsa Munda International Hockey Stadium, Rourkela                  |                                                                     |
| 19 janvier 2025 18h00 | Fillet 16e · Jansen 18e, 47e · Goyal 58e | (2 - 1) | 30e Udita          | Arbitrage : Rama Potnis Rachel Williams Arbitre vidéo : Yogita Pasi | Arbitrage : Rama Potnis Rachel Williams Arbitre vidéo : Yogita Pasi |
| 19 janvier 2025 18h00 | Kanika 19e                               | Rapport | 21e Cotter         | Arbitrage : Rama Potnis Rachel Williams Arbitre vidéo : Yogita Pasi | Arbitrage : Rama Potnis Rachel Williams Arbitre vidéo : Yogita Pasi |

| Match 8               | Soorma Hockey Club                                          | 5 - 1   | Delhi SG Pipers | Astroturf Hockey Stadium, Ranchi                           |                                                            |
| 20 janvier 2025 18h00 | Englebert 6e · Sonam 9e, 10e · Stapenhorst 36e · Squibb 60e | (3 - 0) | 38e Sangita     | Arbitrage : Deepa Yogita Pasi Arbitre vidéo : Kelly Hudson | Arbitrage : Deepa Yogita Pasi Arbitre vidéo : Kelly Hudson |
| 20 janvier 2025 18h00 | Hamilton 45e · Jyoti 55e                                    | Rapport |                 | Arbitrage : Deepa Yogita Pasi Arbitre vidéo : Kelly Hudson | Arbitrage : Deepa Yogita Pasi Arbitre vidéo : Kelly Hudson |

| Match 9               | Soorma Hockey Club                           | 0 - 0             | Odisha Warriors                    | Astroturf Hockey Stadium, Ranchi                                          |                                                                           |
| 21 janvier 2025 18h00 |                                              |                   |                                    | Arbitrage : Ruchika Wankhede Kelly Hudson Arbitre vidéo : Rachel Williams | Arbitrage : Ruchika Wankhede Kelly Hudson Arbitre vidéo : Rachel Williams |
| 21 janvier 2025 18h00 | Rapport                                      |                   |                                    | Arbitrage : Ruchika Wankhede Kelly Hudson Arbitre vidéo : Rachel Williams | Arbitrage : Ruchika Wankhede Kelly Hudson Arbitre vidéo : Rachel Williams |
| 21 janvier 2025 18h00 | Stapenhorst · Soreng · Verschoor · Englebert | Tirs au but 0 - 2 | Stoffelsma · Moes · Sonika · Nobbs | Arbitrage : Ruchika Wankhede Kelly Hudson Arbitre vidéo : Rachel Williams | Arbitrage : Ruchika Wankhede Kelly Hudson Arbitre vidéo : Rachel Williams |

| Match 10              | Rarh Bengal Tigers | 2 - 0   | Delhi SG Pipers                      | Astroturf Hockey Stadium, Ranchi                                   |                                                                    |
| 22 janvier 2025 18h00 | Mullan 21e, 33e    | (1 - 0) |                                      | Arbitrage : Durga Devi Rachel Williams Arbitre vidéo : Rama Potnis | Arbitrage : Durga Devi Rachel Williams Arbitre vidéo : Rama Potnis |
| 22 janvier 2025 18h00 | Shilpi 41e         | Rapport | 12e Neal · 52e Sehrawat · 59e Preeti | Arbitrage : Durga Devi Rachel Williams Arbitre vidéo : Rama Potnis | Arbitrage : Durga Devi Rachel Williams Arbitre vidéo : Rama Potnis |

| Match 11              | Odisha Warriors                          | 1 - 1             | Delhi SG Pipers                               | Astroturf Hockey Stadium, Ranchi                              |                                                               |
| 23 janvier 2025 18h00 | Jansen 35e                               | (0 - 1)           | 28e Navneet                                   | Arbitrage : Deepa Rama Potnis Arbitre vidéo : Rachel Williams | Arbitrage : Deepa Rama Potnis Arbitre vidéo : Rachel Williams |
| 23 janvier 2025 18h00 | Moes 15e · Goyal 57e                     | Rapport           | 49e Owsley ·                                  | Arbitrage : Deepa Rama Potnis Arbitre vidéo : Rachel Williams | Arbitrage : Deepa Rama Potnis Arbitre vidéo : Rachel Williams |
| 23 janvier 2025 18h00 | Sakshi · Nobbs · Sonika · Baljeet · Moes | Tirs au but 2 - 3 | Owsley · Mumtaz · Ishika · Navneet · Sunelita | Arbitrage : Deepa Rama Potnis Arbitre vidéo : Rachel Williams | Arbitrage : Deepa Rama Potnis Arbitre vidéo : Rachel Williams |

| Match 12              | Soorma Hockey Club               | 4 - 2   | Rarh Bengal Tigers       | Astroturf Hockey Stadium, Ranchi                                      |                                                                       |
| 24 janvier 2025 18h00 | Englebert 1e, 17e, 47e · Hina 9e | (3 - 0) | 48e Vandana · 58e Shilpi | Arbitrage : Yogita Pasi Ruchika Wankhede Arbitre vidéo : Kelly Hudson | Arbitrage : Yogita Pasi Ruchika Wankhede Arbitre vidéo : Kelly Hudson |
| 24 janvier 2025 18h00 | Hina 24e                         | Rapport | 7e Cotter · 58e Mullan   | Arbitrage : Yogita Pasi Ruchika Wankhede Arbitre vidéo : Kelly Hudson | Arbitrage : Yogita Pasi Ruchika Wankhede Arbitre vidéo : Kelly Hudson |

### Finale féminine
| Match 13              | Soorma Hockey Club | 1 - 2   | Odisha Warriors | Astroturf Hockey Stadium, Ranchi                                     |                                                                      |
| 26 janvier 2025 18h00 | Squibb 28e         | (1 - 1) | 20e, 56e Rutuja | Arbitrage : Kelly Hudson Rachel Williams Arbitre vidéo : Yogita Pasi | Arbitrage : Kelly Hudson Rachel Williams Arbitre vidéo : Yogita Pasi |
| 26 janvier 2025 18h00 | Englebert 7e       | Rapport |                 | Arbitrage : Kelly Hudson Rachel Williams Arbitre vidéo : Yogita Pasi | Arbitrage : Kelly Hudson Rachel Williams Arbitre vidéo : Yogita Pasi |

### Statistiques

#### Meilleures buteuses
|    | Buteur              | Club               | Buts | Matchs |
| -- | ------------------- | ------------------ | ---- | ------ |
| 1  | Charlotte Englebert | Soorma Hockey Club | 5    | 7      |
| 1  | Yibbi Jansen        | Odisha Warriors    | 5    | 7      |
| 3  | Sonam               | Soorma Hockey Club | 4    | 7      |
| 4  | Kathryn Mullan      | Rarh Bengal Tigers | 3    | 5      |
| 5  | Hina Bano           | Soorma Hockey Club | 2    | 7      |
| 6  | Baljeet Kaur        | Odisha Warriors    | 2    | 7      |
| 7  | Sangita Kumari      | Delhi SG Pipers    | 2    | 5      |
| 8  | Freeke Moes         | Odisha Warriors    | 2    | 7      |
| 9  | Rutuja Pisal        | Odisha Warriors    | 2    | 7      |
| 10 | Penny Squibb        | Soorma Hockey Club | 2    | 7      |

#### Classement final
| Rang                       | Équipe             | J | V | N | SO | P | BP | BC | +/- | Pts |
| -------------------------- | ------------------ | - | - | - | -- | - | -- | -- | --- | --- |
| Médaille d'or              | Odisha Warriors    | 7 | 3 | 3 | 2  | 1 | 13 | 6  | +7  | 14  |
| Médaille d'argent          | Soorma Hockey Club | 7 | 4 | 1 | 0  | 2 | 16 | 9  | +8  | 13  |
| Éliminés en phase de ligue |                    |   |   |   |    |   |    |    |     |     |
| Médaille de bronze         | Rarh Bengal Tigers | 6 | 2 | 1 | 0  | 3 | 8  | 13 | -5  | 7   |
| 4                          | Delhi SG Pipers    | 6 | 1 | 1 | 1  | 4 | 4  | 13 | -9  | 5   |

#### Joueuses récompensées
Après la finale entre Soorma Hockey Club et Odisha Warriors, la fédération Hockey India dévoile les joueuses recompensées par quatre prix différents et le club récompensé par un seul prix celui du fair-play:
| Récompense                 | Joueuse(s)                       | Équipe(s)                          |
| -------------------------- | -------------------------------- | ---------------------------------- |
| Meilleure joueuse          | Jyoti Rumawat                    | Odisha Warriors                    |
| Meilleure buteuse          | Charlotte Englebert Yibbi Jansen | Soorma Hockey Club Odisha Warriors |
| Meilleure gardienne de but | Savita Punia                     | Soorma Hockey Club                 |
| Meilleure jeune joueuse    | Sonam                            | Soorma Hockey Club                 |
| Fair-play                  | NC                               | Delhi SG Pipers                    |